# Indiana kormányzóinak listája
Ez a lista az Amerikai Egyesült Államok Indiana államának kormányzóit sorolja föl. Indiana területét az európaiak megjelenése után Franciaország szerezte meg, és az 1670-es évektől francia gyarmat volt. A százéves francia uralom és a francia–indián háború után az állam felett a Egyesült Királyság gyakorolta az ellenőrzést. A brit felügyelet rövid életű volt, s a terület kormányzását átvette az újonnan alakult Egyesült Államok mindössze 20 évvel az függetlenségi háború után.
Amikor Indiana az Egyesült Államok birtoka lett, összesen csak két állandó európai település létezett, Clark's Grant és Vincennes. Az Államok azonnal hozzálátott az új terület benépesítéséhez és fejlesztéséhez. Amikor 1800-ban létrejött az Indiana Territory, az állam már nagyjából benépesült. Elsőként William Henry Harrison kapta meg a kormányzói kinevezést, aki azonnal hozzálátott az indián földek felvásárlásához. Ez általános elégedetlenséget váltott ki, s csakhamar a tecumseh háborúhoz és az 1812-es indián háborúhoz vezetett. 
Indiana 1816. december 11-én lett az USA tizenkilencedik tagállama.
A kormányzói széket négy évre lehet elnyerni, s az adott kormányzó egyszer újraválasztható.
Jelenleg az 52. kormányzó, a Republikánus Párthoz tartozó Mike Braun tölti be a tisztséget 2025. január 13. óta. A helyettes kormányzó a szintén republikánus Micah Beckwith.

## Párthovatartozások
| Párt | Párt                   | Kormányzók |
| ---- | ---------------------- | ---------- |
|      | Republikánus           | 24         |
|      | Demokrata              | 21         |
|      | Demokrata-Republikánus | 3          |
|      | Whig                   | 3          |
| FÜGG | Független              | 1          |

## Az Indiana terület kormányzói
| # | Kép              | Kormányzó              | Hivatali idő                          | Egyéb választott (szövetségi) tisztségei | Elnök         |
| - | ---------------- | ---------------------- | ------------------------------------- | --- | ------------- |
| 1 |                  | William Henry Harrison | 1801. január 10. – 1812. december 28. | Az Egyesült Államok képviselőházának delegátusa (Északnyugati Terület; 1799-1800) Az Egyesült Államok képviselőházának tagja (Ohio; 1816-1819) Az Egyesült Államok szenátusának tagja (Ohio; 1825-1828) Az Egyesült Államokat képviselő miniszter Kolumbiában (1828-1829) Az Amerikai Egyesült Államok 9. elnöke (1841) | John Adams    |
| 1 | Thomas Jefferson | William Henry Harrison | 1801. január 10. – 1812. december 28. | Az Egyesült Államok képviselőházának delegátusa (Északnyugati Terület; 1799-1800) Az Egyesült Államok képviselőházának tagja (Ohio; 1816-1819) Az Egyesült Államok szenátusának tagja (Ohio; 1825-1828) Az Egyesült Államokat képviselő miniszter Kolumbiában (1828-1829) Az Amerikai Egyesült Államok 9. elnöke (1841) |               |
| 1 | James Madison    | William Henry Harrison | 1801. január 10. – 1812. december 28. | Az Egyesült Államok képviselőházának delegátusa (Északnyugati Terület; 1799-1800) Az Egyesült Államok képviselőházának tagja (Ohio; 1816-1819) Az Egyesült Államok szenátusának tagja (Ohio; 1825-1828) Az Egyesült Államokat képviselő miniszter Kolumbiában (1828-1829) Az Amerikai Egyesült Államok 9. elnöke (1841) |               |
| – |                  | John Gibson            | 1812. december 28. – 1813. március 3. | | helyettesként |
| 2 |                  | Thomas Posey           | 1813. március 3. – 1816. november 7.  | Az Egyesült Államok szenátusának tagja (1812–1813) | James Madison |

## Indiana szövetségi állam kormányzói
| Indiana kormányzóinak listája | Indiana kormányzóinak listája | Indiana kormányzóinak listája | Indiana kormányzóinak listája | Indiana kormányzóinak listája | Indiana kormányzóinak listája | Indiana kormányzóinak listája | Indiana kormányzóinak listája | Indiana kormányzóinak listája |
| #                             | Kép                           | Kormányzó                     | Szolgálati idő kezdete        | Szolgálati idő vége           | Párt                          | Egyéb választott (szövetségi) tisztségei | Helyettes                     | Helyettes                     |
| ----------------------------- | ----------------------------- | ----------------------------- | ----------------------------- | ----------------------------- | ----------------------------- | --- | ----------------------------- | ----------------------------- |
| 1                             |                               | Jonathan Jennings             | 1816. november 7.             | 1822. szeptember 12.          |                               | Az Egyesült Államok képviselőházának delegátusa (1809–1816) Az Egyesült Államok képviselőházának tagja (1822–1823)                                                          | Christopher Harrison          |                               |
| 1                             | Ratliff Boon                  | Jonathan Jennings             | 1816. november 7.             | 1822. szeptember 12.          |                               | Az Egyesült Államok képviselőházának delegátusa (1809–1816) Az Egyesült Államok képviselőházának tagja (1822–1823)                                                          |                               |                               |
| 2                             |                               | Ratliff Boon                  | 1822. szeptember 12.          | 1822. december 5.             |                               | Az Egyesült Államok képviselőházának tagja (1825–1827; 1829–1839) | Széküresedés                  | Széküresedés                  |
| 3                             |                               | William Hendricks             | 1822. december 5.             | 1825. február 12.             |                               | Az Egyesült Államok képviselőházának tagja (1816–1822) Az Egyesült Államok szenátusának tagja (1825–1837)                                                                   | Ratliff Boon                  |                               |
| 4                             |                               | James B. Ray                  | 1825. február 12.             | 1831. december 7.             | FÜGG                          | | John H. Thompson              |                               |
| 4                             | Milton Stapp                  | James B. Ray                  | 1825. február 12.             | 1831. december 7.             | FÜGG                          | FÜGG |                               |                               |
| 5                             |                               | Noah Noble                    | 1831. december 7.             | 1837. december 6.             |                               | Franklin megye sheriffje (1820–1824) | David Wallace                 |                               |
| 6                             |                               | David Wallace                 | 1837. december 6.             | 1840. december 9.             |                               | Az Egyesült Államok képviselőházának tagja (1841–1843) | David Hillis                  |                               |
| 7                             |                               | Samuel Bigger                 | 1840. december 9.             | 1843. december 6.             |                               | | Samuel Hall                   |                               |
| 8                             |                               | James Whitcomb                | 1843. december 6.             | 1848. december 26.            |                               | Az Egyesült Államok szenátusának tagja (1849–1852) | Jesse D. Bright               |                               |
| 8                             | Paris C. Dunning              | James Whitcomb                | 1843. december 6.             | 1848. december 26.            |                               | Az Egyesült Államok szenátusának tagja (1849–1852) |                               |                               |
| 9                             |                               | Paris C. Dunning              | 1848. december 26.            | 1849. december 5.             |                               | | Széküresedés                  | Széküresedés                  |
| 10                            |                               | Joseph A. Wright              | 1849. december 5.             | 1857. január 12.              |                               | Az Egyesült Államok képviselőházának tagja (1843–1845) Az Egyesült Államok szenátusának tagja (1862–1863) Az Egyesült Államok követe Poroszországban (1857–1861; 1865–1867) | James H. Lane                 |                               |
| 10                            | Ashbel P. Willard             | Joseph A. Wright              | 1849. december 5.             | 1857. január 12.              |                               | Az Egyesült Államok képviselőházának tagja (1843–1845) Az Egyesült Államok szenátusának tagja (1862–1863) Az Egyesült Államok követe Poroszországban (1857–1861; 1865–1867) |                               |                               |
| 11                            |                               | Ashbel P. Willard             | 1857. január 12.              | 1860. október 4.              |                               | | Abram A. Hammond              |                               |
| 12                            |                               | Abram A. Hammond              | 1860. október 4.              | 1861. január 14.              |                               | | Széküresedés                  | Széküresedés                  |
| 13                            |                               | Henry Smith Lane              | 1861. január 14.              | 1861. január 16.              |                               | Az Egyesült Államok képviselőházának tagja (1840–1843) Az Egyesült Államok szenátusának tagja (1861–1867)                                                                   | Oliver P. Morton              |                               |
| 14                            |                               | Oliver P. Morton              | 1861. január 16.              | 1867. január 23.              |                               | Az Egyesült Államok szenátusának tagja (1867–1877) | Conrad Baker                  |                               |
| 15                            |                               | Conrad Baker                  | 1867. január 23.              | 1873. január 13.              |                               | | Will Cumback                  |                               |
| 16                            |                               | Thomas A. Hendricks           | 1873. január 13.              | 1877. január 8.               |                               | Az Egyesült Államok képviselőházának tagja (1851–1855) Az Egyesült Államok szenátusának tagja (1863–1869) Az Amerikai Egyesült Államok 21. alelnöke (1885)                  | Leonidas Sexton               |                               |
| 17                            |                               | James D. Williams             | 1877. január 8.               | 1880. november 20.            |                               | Az Egyesült Államok képviselőházának tagja (1875–1876) | Isaac P. Gray                 |                               |
| 18                            |                               | Isaac P. Gray                 | 1880. november 20.            | 1881. január 10.              |                               | Az Egyesült Államokat képviselő miniszter Mexikóban (1893–1895) | Széküresedés                  | Széküresedés                  |
| 19                            |                               | Albert G. Porter              | 1881. január 10.              | 1885. január 12.              |                               | Az Egyesült Államok képviselőházának tagja (1859–1863) Az Egyesült Államokat képviselő miniszter Olaszországban (1889–1892)                                                 | Thomas Hanna                  |                               |
| 20                            |                               | Isaac P. Gray                 | 1885. január 12.              | 1889. január 14.              |                               | Az Egyesült Államokat képviselő miniszter Mexikóban (1893–1895) | Mahlon Dickerson Manson       |                               |
| 21                            |                               | Alvin P. Hovey                | 1889. január 14.              | 1891. november 23.            |                               | Az Egyesült Államok képviselőházának tagja (1887–1889) Az Egyesült Államokat képviselő miniszter Peruban (1866–1870)                                                        | Ira Joy Chase                 |                               |
| 22                            |                               | Ira J. Chase                  | 1891. november 23.            | 1893. január 9.               |                               | | nincs                         |                               |
| 23                            |                               | Claude Matthews               | 1893. január 9.               | 1897. január 11.              |                               | | Mortimer Nye                  |                               |
| 24                            |                               | James A. Mount                | 1897. január 11.              | 1901. január 14.              |                               | | William S. Haggard            |                               |
| 25                            |                               | Winfield T. Durbin            | 1901. január 14.              | 1905. január 9.               |                               | | Newton W. Gilbert             |                               |
| 26                            |                               | J. Frank Hanly                | 1905. január 9.               | 1909. január 11.              |                               | Az Egyesült Államok képviselőházának tagja (1895–1897) | Hugh Thomas Miller            |                               |
| 27                            |                               | Thomas R. Marshall            | 1909. január 11.              | 1913. január 13.              |                               | Az Amerikai Egyesült Államok 28. alelnöke (1913–1921) | Frank J. Hall                 |                               |
| 28                            |                               | Samuel M. Ralston             | 1913. január 13.              | 1917. január 8.               |                               | Az Egyesült Államok szenátusának tagja (1923–1925) | William P. O'Neill            |                               |
| 29                            |                               | James P. Goodrich             | 1917. január 8.               | 1921. január 10.              |                               | | Edgar D. Bush                 |                               |
| 30                            |                               | Warren T. McCray              | 1921. január 10.              | 1924. április 30.             |                               | | Emmett Forrest Branch         |                               |
| 31                            |                               | Emmett Forrest Branch         | 1924. április 30.             | 1925. január 12.              |                               | | Széküresedés                  | Széküresedés                  |
| 32                            |                               | Edward L. Jackson             | 1925. január 12.              | 1929. január 14.              |                               | | F. Harold Van Orman           |                               |
| 33                            |                               | Harry G. Leslie               | 1929. január 14.              | 1933. január 9.               |                               | | Edgar D. Bush                 |                               |
| 34                            |                               | Paul V. McNutt                | 1933. január 9.               | 1937. január 11.              |                               | A Fülöp-szigetek vezetője (1937–1939; 1945–1946) Az Egyesült Államok nagykövete a Fülöp-szigeteken (1946–1947)                                                              | M. Clifford Townsend          |                               |
| 35                            |                               | M. Clifford Townsend          | 1937. január 11.              | 1941. január 13.              |                               | | Henry F. Schricker            |                               |
| 36                            |                               | Henry F. Schricker            | 1941. január 13.              | 1945. január 8.               |                               | | Charles M. Dawson             |                               |
| 37                            |                               | Ralph F. Gates                | 1945. január 8.               | 1949. január 10.              |                               | | Richard T. James              |                               |
| 38                            |                               | Henry F. Schricker            | 1949. január 10.              | 1953. január 12.              |                               | | John A. Watkins               |                               |
| 38                            | Rue J. Alexander              | Henry F. Schricker            | 1949. január 10.              | 1953. január 12.              |                               | |                               |                               |
| 39                            |                               | George N. Craig               | 1953. január 12.              | 1957. január 14.              |                               | | Harold W. Handley             |                               |
| 40                            |                               | Harold W. Handley             | 1957. január 14.              | 1961. január 9.               |                               | | Crawford F. Parker            |                               |
| 41                            |                               | Matthew E. Welsh              | 1961. január 9.               | 1965. január 11.              |                               | | Richard O. Ristine            |                               |
| 42                            |                               | Roger D. Branigin             | 1965. január 11.              | 1969. január 13.              |                               | | Robert L. Rock                |                               |
| 43                            |                               | Edgar Whitcomb                | 1969. január 13.              | 1973. január 8.               |                               | | Richard E. Folz               |                               |
| 44                            |                               | Otis R. Bowen                 | 1973. január 8.               | 1981. január 12.              |                               | Az Egyesült Államok egészségügyi minisztere (1985–1989) | Robert D. Orr                 |                               |
| 45                            |                               | Robert D. Orr                 | 1981. január 12.              | 1989. január 9.               |                               | | John Mutz                     |                               |
| 46                            |                               | Evan Bayh                     | 1989. január 9.               | 1997. január 13.              |                               | Az Egyesült Államok szenátusának tagja (1999–2011) | Frank O'Bannon                |                               |
| 47                            |                               | Frank O'Bannon                | 1997. január 13.              | 2003. szeptember 13.          |                               | | Joe E. Kernan                 |                               |
| 48                            |                               | Joe E. Kernan                 | 2003. szeptember 13.          | 2005. január 10.              |                               | | Kathy Davis                   |                               |
| 49                            |                               | Mitch Daniels                 | 2005. január 10.              | 2013. január 14.              |                               | | Becky Skillman                |                               |
| 50                            |                               | Mike Pence                    | 2013. január 14.              | 2017. január 9.               |                               | Az Egyesült Államok képviselőházának tagja (2001–2013) Az Amerikai Egyesült Államok alelnöke (2017–2021)                                                                    | Sue Ellspermann               |                               |
| 50                            | Eric Holcomb                  | Mike Pence                    | 2013. január 14.              | 2017. január 9.               |                               | Az Egyesült Államok képviselőházának tagja (2001–2013) Az Amerikai Egyesült Államok alelnöke (2017–2021)                                                                    |                               |                               |
| 51                            |                               | Eric Holcomb                  | 2017. január 9.               | 2025. január 13.              |                               | | Suzanne Crouch                |                               |
| 52                            |                               | Mike Braun                    | 2025. január 13.              | hivatalban                    |                               | Az Egyesült Államok szenátusának tagja (2019–2025) | Micah Beckwith                |                               |